# Georg Achatz Heher

Georg Achatz Heher – Porträt von Anselm van Hulle

Georg Achatz Heher (auch Achatius; *  30. Dezember 1601 in Nürnberg; † 22. Mai 1667 in Rudolstadt) war ein deutscher Jurist, Diplomat und Kanzler.

## Leben
Heher war ein Sohn des Juristen und Diplomaten Georg Heher und der Amalia Hülse. Er wuchs zunächst bei seinem Großvater in Altdorf bei Nürnberg auf. Von 1616 bis 1620 besuchte er die Universität Altdorf, folgte anschließend seinem Vater nach Wien, der dort die evangelischen Städte des Schwäbischen Kreises vertrat. Dort kam er mit der Diplomatie in Berührung. Er wechselte nach seiner Rückkehr an die Universität Jena, kehrte allerdings 1623 nach Altdorf zurück. In Altdorf wurde er schließlich zum Doktor der Rechte promoviert.
Heher ließ sich 1624 als Advokat in Nürnberg nieder. 1625 wurde er nach Wien gesandt. Dort erhielt er am 25. August 1635 eine Audienz bei Kaiser Ferdinand II. Es schlossen sich weitere Gesandtschaften an. 1629 kam er nach Speyer und bereiste anschließend die Schweiz, Frankreich und Italien. Parallel absolvierte er eine Laufbahn bei Gericht. 1628 wurde er Assessor am Untergericht in Nürnberg sowie Konsulent in Altmühl, dann 1630 Stadtgerichtskonsulent in Nürnberg.
Heher nahm 1632 einen Ruf als Hofrat nach Würzburg an, ging jedoch bereits 1633 als Vizekanzler und Direktor der Kriegskanzlei nach Regensburg. Nach der schwedischen Niederlage konnte er 1636 nach Nürnberg zurückkehren, wo er sich abermals als Konsulent verdingte, unter anderem für den Deutschorden.
Heher wurde 1640 zum Regierungsrat des Herzogtums Sachsen-Gotha ernannt, konnte jedoch zunächst trotz dieser Verpflichtung in Nürnberg verbleiben. Wie bereits sein Vater wurde auch er kaiserlicher Pfalzgraf. Die Ehrung erfolgte 1644 durch Kaiser Ferdinand III. Bereits im nächsten Jahr wurde er zu den Verhandlungen des Westfälischen Friedens nach Münster und Osnabrück gesandt. Er vertrat dort die Herzogtümer Sachsen-Gotha und Sachsen-Weimar sowie das Fürstentum Anhalt-Bernburg. Für seine Verdienste ernannte ihn 1648 Herzog Ernst von Sachsen-Gotha zum Oberamtmann der Städte Königsberg, Heldburg, Eisfeld sowie von Veilsdorf. Daraufhin verließ Heher Nürnberg und zog nach Heldburg. Von Herzog Wilhelm von Sachsen-Weimar wurde er 1652 als „der Mitteilende“ in die Fruchtbringende Gesellschaft aufgenommen.
Heher übernahm weiter Gesandtschaften. 1649 bis 1650 vertrat er die Herzogtümer beim Friedensexekutionskongress in Nürnberg, später war er Gesandter bei den Verhandlungen des Reichstags in Regensburg zum Jüngsten Reichsabschied. Von 1659 bis zu seinem Tod war er schließlich Kanzler von Schwarzburg-Rudolstadt. Er übersiedelte dafür nach Rudolstadt.